# Топем, Роберт
Ро́берт То́пем (англ. Robert Topham; 3 ноября 1867 — 31 августа 1951) — английский футболист, правый крайний нападающий. Выступал за футбольные клубы «Вулверхэмптон Уондерерс», «Кэжуалз», «Чизик Парк» и «Коринтиан», а также за национальную сборную Англии.

## Биография
Уроженец Эллзмира (графство Шропшир), Топем учился в школе Озуэстри и в Кибл-колледже Оксфордского университета. Футбольную карьеру начал в клубе «Озуэстри Таун». В сезоне 1884/85 помог команде дойти до финала Кубка Уэльса, но в переигровке финала «Озуэстри» уступил клубу «Друидс».
В 1891 году присоединился к клубу «Вулверхэмптон Уондерерс». Его дебют за «волков» состоялся 14 марта 1891 года в матче против «Астон Виллы». В сезоне 1892/93 помог команде выиграть Кубок Англии, обыграв в финальном матче «Эвертон». Свой последний матч за клуб провёл 27 декабря 1895 года (против «Сандерленда»). Всего провёл за «волков» 23 матча и забил 14 голов в рамках лиги.
Также выступал за клуб «Кэжуалз» (проиграв в его составе «Астон Вилле» с разгромным счётом 1:13 в первом раунде Кубка Англии 17 января 1891 года), «Чизик Парк» (англ. Chiswick Park FC) и «Коринтиан» (1894—1898). В 1898 году был в составе «Коринтиана», сыгравшего в Суперкубке шерифа Лондона (англ. Sheriff of London Charity Shield) против «Шеффилд Юнайтед».
25 февраля 1893 года дебютировал за сборную Англии, выйдя на позиции правого крайнего нападающего в матче Домашнего чемпионата против сборной Ирландии. Англичане разгромили соперника со счётом 6:1. 12 марта 1894 года провёл свой второй (и последний) матча за сборную Англии, выйдя на поле «Рейскорс Граунд» в игре против сборной Уэльса, в которой англичане победили со счётом 5:1.
Его брат Артур Топем также был футболистом и сыграл за сборную Англии.
После завершения карьеры футболиста работал в Брайтонском колледже, а затем стал выращивать хмель в Кенте.

## Достижения
«Вулверхэмптон Уондерерс»
- Обладатель Кубка Англии: 1892/93

Сборная Англии
- Победитель Домашнего чемпионата Великобритании: 1893